# Blowjob
Blowjob, en shot med tre olika likörer, som hälls upp skiktad. Innehåller Baileys (Irish Cream), bananlikör och Kahlua. I vissa fall är inte bananlikören inkluderad. Kan även serveras med grädde på toppen. Drinken ska drickas utan att använda händerna.
Drinken är skiktad i följande ordning:
1. Baileys (överst)
2. Bananlikör
3. Kahlua